# عمارة الفضاء
عمارة الفضاء (بالإنجليزية: Aerospace architecture)‏ هو مصطلح واسع يُعرف بأنه يشمل التصميم المعماري للمنشآت الصالحة للسكنى وغير الصالحة للسكنى وبيئة المعيشة والعمل في المرافق الفضائية الجوية وأماكن السكن ومركبات النقل.

## أمثلة
ومن هذه البيئات على سبيل المثال لا الحصر: المركبة الجوية المزودة بمنصة علمية وأنظمة المركبات الجوية القابلة للانتشار؛ والمركبات الفضائية والمحطات الفضائية وأماكن السكنى وقواعد الإنشاء على سطح الكواكب والأقمار؛ والتسهيلات المرتكزة على الأرض للمراقبة والتجريب والإطلاق والإمدادات والحمولة والمحاكاة والاختبار.

## تطبيقات
قد تشمل تطبيقات النظائر الأرضية الفضائية بيئات القطب الجنوبي والمناطق الصحراوية والقمم العالية وتحت سطح الأرض وتحت سطح الماء والأنظمة البيئية المغلقة.
تجتمع اللجنة الفنية لمهندسي التصميم في المعهد الأمريكي للملاحة الجوية الفضائية (بالإنجليزية: AIAA)‏ عدة مرات سنويًا لمناقشة القضايا السياسية والتعليمية والقياسية والتطبيقية فيما يخص العمارة الفضائية الجوية.

## وصلات خارجية
- American Institute of Aeronautics and Astronautics
- Design Engineering Technical Committee of the AIAA
- Spacearchitect.org
- Sasakawa International Center for Space Architecture (SICSA)
- MOTHER Aerospace Architecture consultancy
- Architecture and Vision, Design Studio specializing on Aerospace Architecture and Technology Transfer
- LIQUIFER Systems Group, interdisciplinary design team developing architecture, design and systems for Earth and Space
- Synthesis, a fundamental design collaborative with experts from Space Architecture, Engineering and Industrial Design
- Earth2Orbit, Satellite &amp; Launch Services, Human Space Systems, Robotic Systems, Infrastructure and High-Tech Facilities, Consulting
- The Galactic Suite Space Hotel
- Galactic Suite Design Aerospace Architecture and Experiences